# Женминби
Женминби или ренминби (кин: 人民币, пин. rénmínbì) је званична валута у Кини (без Хонгконга и Макауа). Симбол за женминби је 元, међународна ознака CNY, а шифра валуте 156 . Издаје га Народна банка Кине. У 2010. години инфлација је износила 5,1%.
Назив женминби, на кинеском значи „народна валута“. Основна јединица женминбија је јуан (кин. 元, пин. yuán), и врло често се и сама валута поистовећује са јуаном. Један јуан садржи 10 ђиаоа (кин. , пин. jiǎo) који се деле на 10 фена (кин. , пин. fēn).
Током историје, курсна вредност је углавном била везана за амерички долар. Током година централног планирања економије, вредност валуте је била прецењена, док је данашња курсна вредност далеко испод реалне вредности. Флексибилност курса је ограничена вредностима које је поставила Влада НР Кине.
У оптицају су новчанице у вредности од 0,1, 0,2, 0,5, 1, 2, 5, 10, 20, 50 и 100
као и кованице од 0,01, 0,02, 0,05, 0,1, 0,5 и 1.

## Вредновање
До 2005. вредност женминбиа била је везана за амерички долар. Док је Кина наставила свој прелаз са централног планирања на тржишну економију и повећавала учешће у спољној трговини, женминби је обезвређен како би повећала конкурентност кинеске индустрије. Раније се тврдило да је званични курс женминбија био потцењен чак 37,5% у односу на његов паритет куповне моћи. Међутим, у скорије време, апрецијациoне акције кинеске владе, као и мере квантитативног ублажавања које су предузеле америчке Федералне резерве и друге велике централне банке, довеле су до тога да се женминби кретао унутар 8% своје равнотежне вредности до друге половине 2012. године. Од 2006. године дозвољено је да курс женминбија плута у уској марини око фиксног основног курса одређеног у односу на групу светских валута. Кинеска влада је најавила да ће постепено повећавати флексибилност курса. Као резултат брзе интернационализације женминбија, постао је осма светски  валута по обиму трговине у 2013. години, пета до 2015. године, али шеста у 2019. години.
RMB је 1. октобра 2016. године постала прва валута тржишта у развоју која је укључена у секцију посебног права вучења IMF-а, групу валута које користи ММФ (резервна валута).